# Подлесное (Херсонская область)
Подлесное (укр. Підлісне) — посёлок в Алёшковской городской общине Херсонского района Херсонской области Украины.
Почтовый индекс — 75108. Телефонный код — 5542. Код КОАТУУ — 6525084002.

## Население
Население по переписи 2001 года составляло 152 человека.

### Языковой состав
Родной язык населения по данным переписи 2001 года:
| Язык       | Численность, чел. | Доля     |
| ---------- | ----------------- | -------- |
| Украинский | 140               | 92,11 %  |
| Русский    | 12                | 7,89 %   |
| Итого      | 152               | 100,00 % |

## Местный совет
75109, Херсонская обл., Алёшковский р-н, с. Солонцы, ул. Заречная, 45